# ألفرد دوكري
ألفرد دوكري هو سياسي أمريكي، ولد في 11 ديسمبر 1797، وتوفي في 7 ديسمبر 1875. نشط حزبياً في الحزب الجمهوري وحزب اليمين. وقد انتخب عضو مجلس ولاية كارولاينا الشمالية ‏ وانتخب عضو مجلس نواب كارولينا الشمالية ‏ وانتخب عضو مجلس النواب الأمريكي.